# Sphaerodactylus millepunctatus
Sphaerodactylus millepunctatus е вид влечуго от семейство Sphaerodactylidae. Видът не е застрашен от изчезване.

## Разпространение и местообитание
Разпространен е в Белиз, Гватемала, Коста Рика, Мексико, Никарагуа и Хондурас.
Обитава гористи местности, планини и възвишения в райони с тропически климат.

## Описание
Популацията на вида е стабилна.